# Uwe Kagelmann
Uwe Kagelmann (n. 6 septembrie 1950, Dresda, RDG) este un patinator artistic ce a reprezentat Germania, medaliat olimpic. A participat la 2 ediții ale Jocurilor Olimpice (1972, 1976) în care a câștigat două medalii de bronz.